# 董祐誠
董祐誠（1791年—1823年），字方立，江苏阳湖人（今常州），清代数学家。

## 生平
董基誠之弟。乾隆五十六年生（1791年），早年喜歡駢文。十八歲與同里張成孫共治算学。嘉慶二十二年（1817年）其兄基誠考中進士，遂隨兄客居北京。嘉慶二十三年，應順天鄉試，中式經魁。在北京專攻數學，尤精於三角函數的幂级展开式。道光三年（1823年）卒。董基誠收集其遺稿，出版《董方立遺書》。

## 著作
董祐誠著作丰富，钻研典章、仪礼、地理之学，非常精通于历算。数学著作包括《椭圆求一术》一卷，《割圆连比例图解》三卷，《椭圆求周术》一卷，《堆垛求积术》一卷及《斜弧三边求角补术》等。

## 延伸阅读
[在维基数据编辑]
 《清史稿/卷486》，出自趙爾巽《清史稿》